# Dicionário

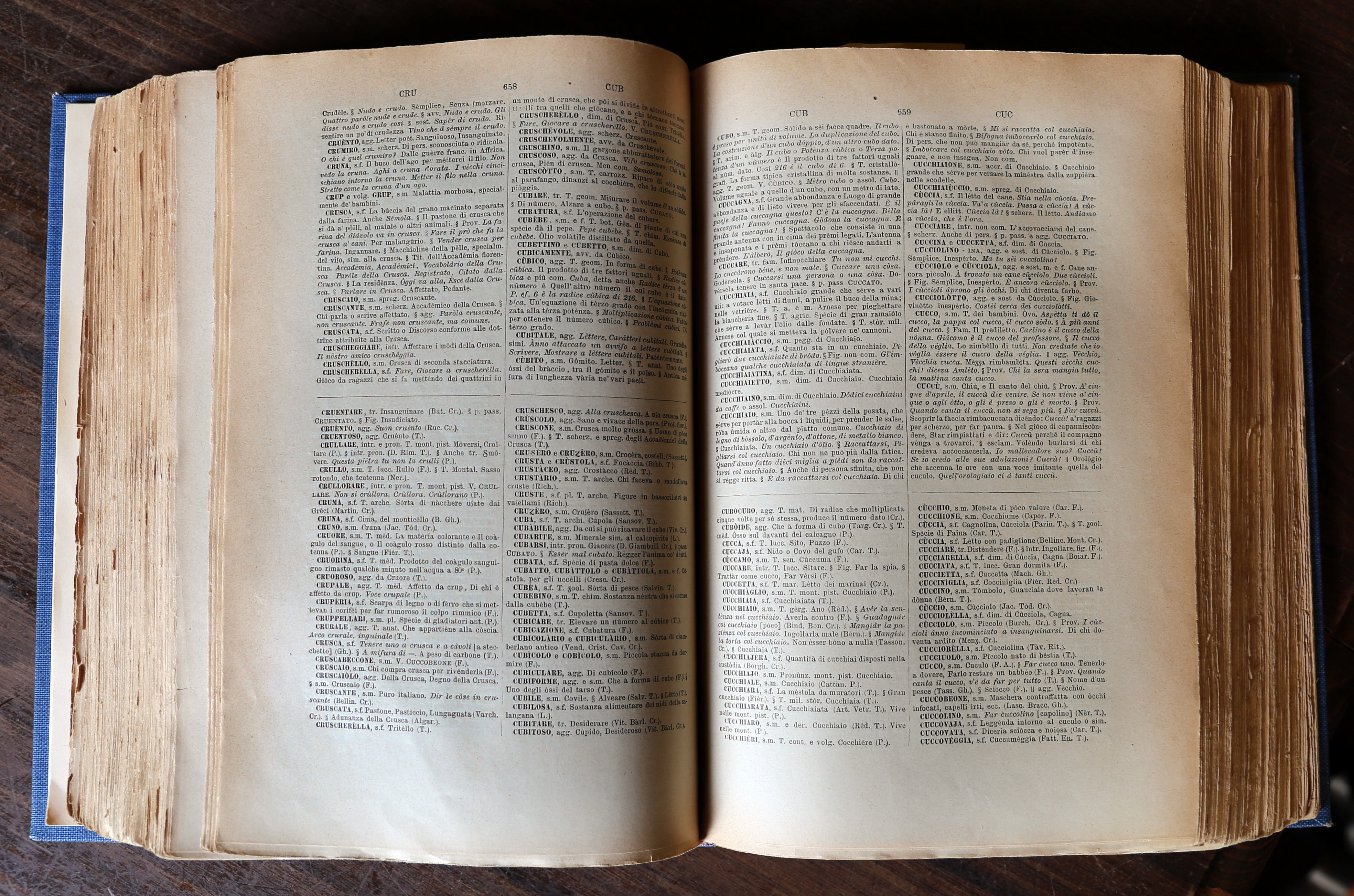
Dicionário

Dicionário é uma compilação de palavras ou dos termos próprios, ou ainda de vocábulos de uma língua, quase sempre dispostos por ordem alfabética e com a respectiva significação ou a sua versão em outra língua. Cada dicionário possui classificações em harmonia com objetivos e finalidades didáticas aos quais se compromete em abranger. Isso muito se deve a uma constante necessidade de atender aos diversificados níveis e áreas de conhecimento, o que resulta na minuciosa classificação dos diferentes dicionários disponíveis que conhecemos hoje.

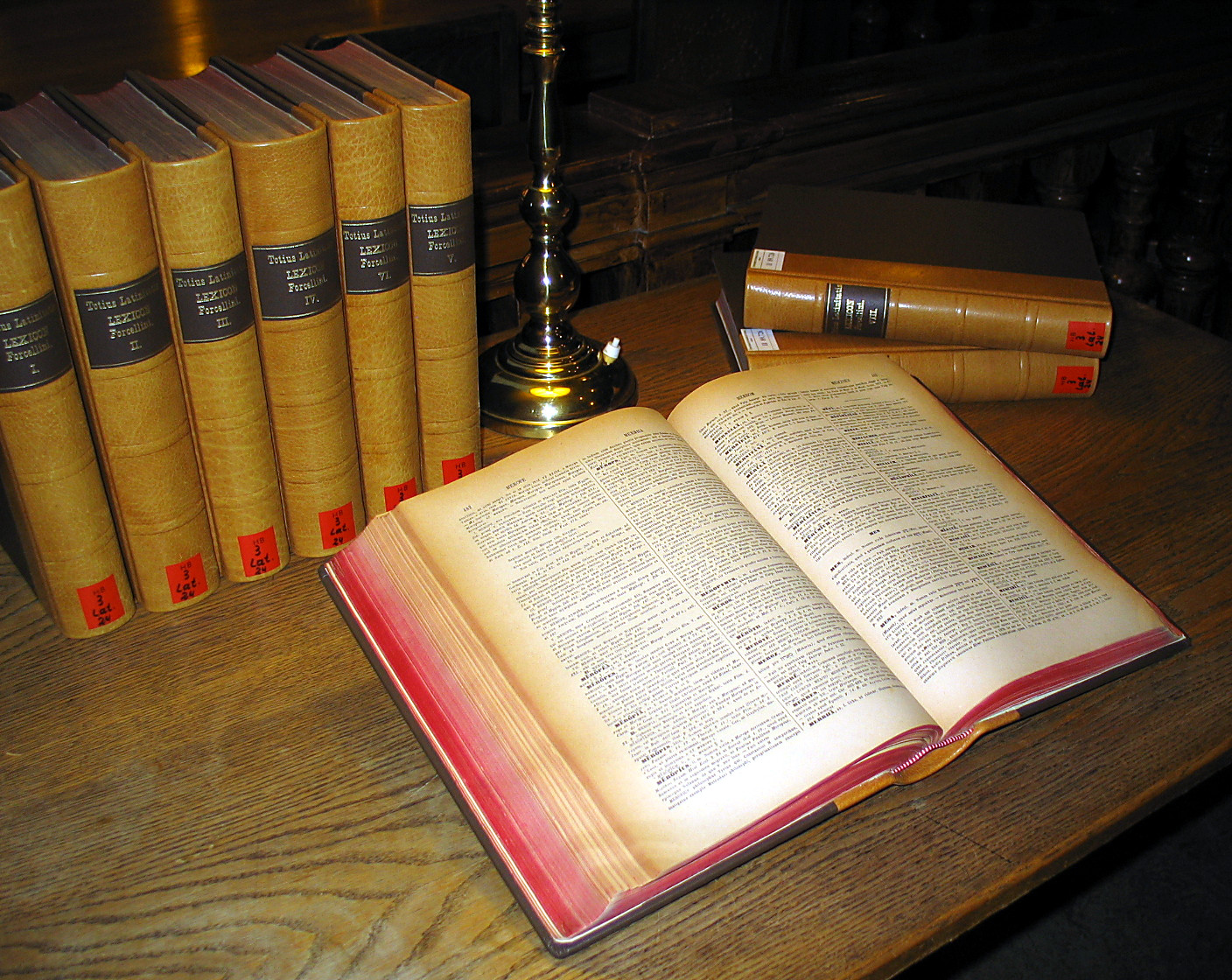
Um dicionário de Latim. Os dicionários distinguem-se de acordo com suas finalidades

O dicionário pode ser mais específico e tratar dos termos próprios de uma ciência ou arte.

## Origem

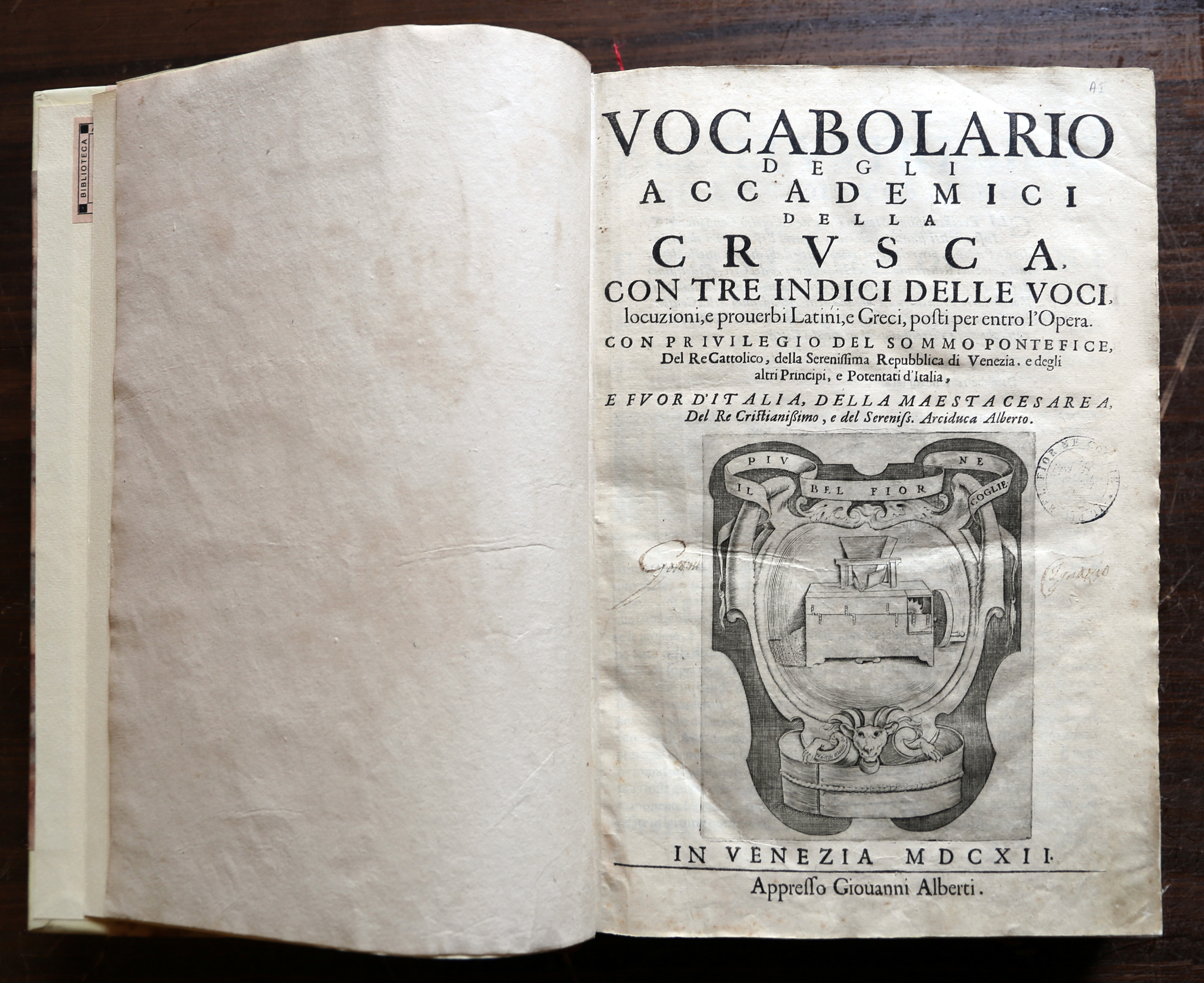
1612 Vocabolario dell'Accademia della Crusca

Os dicionários remontam aos tempos antigos. Acredita-se que o dicionário tenha se originado na Mesopotâmia por volta de 2 600 a.C., feito em tabletes com escrita cuneiforme, ele informava repertórios de signos, nomes de profissões, divindades e objetos usuais, que funcionavam como dicionários unilíngues.
Os gregos no século I criaram os léxicons para catalogar os usos das palavras da língua grega. Os gregos e os romanos já os utilizavam para esclarecimentos de dúvidas, termos e conceitos. Todavia, não eram organizados em ordem alfabética. Limitavam-se às definições de termos linguísticos ou literários. Foi somente no fim da Idade Média que houve o surgimento de dicionários e glossários organizados alfabeticamente. Quando as glosas desses manuscritos latinos tornaram-se numerosas, os monges as ordenaram alfabeticamente para facilitar a localização. Com isso, surgiu uma primeira tentativa de dicionário bilíngue latim-vernáculo. Com o advento da imprensa, no século XV, alavancou-se a difusão e o uso de novos dicionários. O estilo de dicionário que usamos atualmente foi incorporado no renascimento com o objetivo de traduzir as línguas clássicas para as modernas em função da Bíblia.

## Dicionário bilíngue
O dicionário bilíngue, Português – Latim, com o título “Dictionarium ex Lusitanico in Latinum Sermonem” é considerado o primeiro dicionário da língua portuguesa com 12064 verbetes, reeditado em 1569 com mais 728 entradas. É de autoria de Jerónimo Cardoso (c. 1510-1569) e foi publicado em 1569. No entanto, existe notícia de documentos anteriores a esta data, os quais se consideram perdidos, são estes o “Vocabulario Portuguez muy copioso com declaração da Origem de cada Vocabulo e de que língua emanou” de Duarte Nunes de Leão (c.1530-c.1608), e o “Dictionarium Lusitanum et Latinum” atribuído a Francisco Sanches de Castilho (c. 1558).